# Lathrobium castaneipenne
Lathrobium castaneipenne är en skalbaggsart som beskrevs av Friedrich Anton Kolenati 1846. Lathrobium castaneipenne ingår i släktet Lathrobium, och familjen kortvingar. Arten är reproducerande i Sverige.